# Manfred Scholz (Manager)
Manfred Herbert Scholz (* 9. August 1937 in Frankfurt am Main; † 12. Januar 2008 in Augsburg) war ein deutscher Manager und Honorarkonsul Mexikos.

## Leben
Nach dem Studium der Rechtswissenschaften an den Universitäten in Frankfurt, Grenoble, Hamburg und Würzburg und seiner Promotion startete Manfred Scholz seine berufliche Karriere 1967 bei der Deutschen Bank. Ab 1973 war er als einziger familienfremder Geschäftsführer der damaligen Haindl Papier GmbH & Co. KG. Er war dort für den Bereich Finanzen, Controlling und Personalwesen zuständig. Nach dem Verkauf der Haindl Papier an UPM-Kymmene schied er aus der Geschäftsführung aus. Danach war er von April 2002 bis April 2004 Geschäftsführer der im Familienbesitz verbliebenen Augsburg Airways GmbH & Co. KG.
Scholz hatte zudem eine Reihe von Aufsichts- und Beiratsmandaten bei Versicherungen, Banken und Industriegesellschaften inne. So war er u. a. Aufsichtsratsvorsitzender der ASSTEL Lebensversicherung AG, der Gothaer Lebensversicherung AG und der Westfalenbank AG. sowie Aufsichtsratsmitglied von Pfleiderer, der Württembergischen Hypothekenbank AG und der Drei Mohren AG. Bis Mai 2007 war er auch Vorsitzender des Beirats der Droege & Comp. GmbH.

## Gesellschaftliches Engagement
Von 1990 bis 2003 war Manfred Scholz Vorsitzender der Gesellschaft der Freunde der Universität Augsburg e.V. 1999 wurde Manfred Scholz zugleich Mitglied des mit der Novellierung des Bayerischen Hochschulgesetzes 1998 an den Universitäten des Freistaats neu installierten Hochschulrates und von diesem Gremium zu seinem Vorsitzenden gewählt.
Von 1992 bis 1998 war er Präsident des Landesverbands der Bayerischen Industrie (LBI), der 1998 mit der Vereinigung der Arbeitgeberverbände in Bayern (VAB) zur vbw – Vereinigung der Bayerischen Wirtschaft e.V. verschmolz.  Bis zu seinem Tode war Scholz Vizepräsident und Ehrenpräsident der vbw. Sein besonderes Augenmerk für die Bildungspolitik dokumentiert sich auch in seinem rund 25-jährigen Engagement als Vorstandsvorsitzender des Bildungswerks der Bayerischen Wirtschaft (bbw).
Er war Vorsitzender und Mitglied verschiedener kultureller Organisationen, z. B. von 1987 bis 1993 Vorsitzender des Kuratoriums der Konzertgesellschaft München sowie langjähriger Vorsitzender der Max Beckmann Gesellschaft.
Er war darüber hinaus Honorarkonsul der Vereinigten Mexikanischen Staaten in Bayern.

## Auszeichnungen
- Bayerischer Verdienstorden
- 1995 Ehrensenator der Universität Augsburg
- 1999 Großes Bundesverdienstkreuz
- 2005 erster und bislang einziger Träger des Ehrenringes der Universität Augsburg[6]
- 2006 Großes Bundesverdienstkreuz mit Stern[11]